# Muhammad ibn Ali al-Sanusi
Muhammad ibn ʿAlī al-Sanūsī (in arabo محمد بن علي السنوسي‎?, detto il Gran Senusso; Mostaganem, 22 dicembre 1787 – Giarabub, 1859) è stato il fondatore della confraternita mistica riformata islamica della Sanusiyya nel 1837.
Predicò il ritorno a quella che dal suo punto di vista era l'"ortodossia" musulmana.

## Biografia
Insediatosi a La Mecca verso il 1840, lasciò i Luoghi Santi islamici per tornare  nel Maghreb. Al Cairo, incontrò l'opposizione degli sceicchi del centro religioso di al-Azhar e si stabilì quindi in Cirenaica, dove fondò, nei pressi del sito dell'antica Cirene, un primo luogo di raccolta per devoti interessati alle pratiche ascetiche e devozionali, definita al-Zāwiya al-Bayḍāʾ (La Zawiya Bianca).
Creò qui la sua confraternita, la Sanusiyya, nel punto confluenza dei territori cirenaici ed egiziani, nell'oasi di Jaghbūb (Giarabub). Qui si ebbero le prime corpose adesioni dei musulmani e qui fu istituita una grande biblioteca utile a tal fine.
Suo nipote Idris al-Mahdi divenne re di Libia nel 1951.